# Battaglie degli anglosassoni
La lista raccoglie le voci sulle battaglie a cui presero parte gli Anglosassoni (V secolo a.C. - XI secolo d.C.).
Battaglie a cui gli anglosassoni (V secolo a.C. - XI secolo d.C.) presero parte. 

## A
- Battaglia di Arfderydd
- Battaglia di Aylesford

## C
- Battaglia di Camlann
- Battaglia di Carham
- Battaglia di Chester

## D
- Battaglia di Deorham
- Battaglia di Dunnichen

## E
- Battaglia di Ellandun

## F
- Battaglia di Fulford

## H
- Battaglia di Hatfield Chase
- Battaglia di Hastings
- Battaglia di Heavenfield

## L
- Battaglia di Llongborth

## M
- Battaglia di Maserfield
- Battaglia di Medway
- Battaglia di Monte Badonico

## S
- Battaglia di Stamford Bridge

## T
- Battaglia di Tettenhall

## W
- Battaglia di Winwaed
- Battaglia di Wippedesfleot